# Mario Nani Mocenigo
Mario Nani Mocenigo (Venezia, 26 giugno 1875 – Merano, 30 gennaio 1943) è stato un militare, marinaio e storico italiano, autore di numerosi libri sulla marineria veneziana, tra cui Storia della marina della Repubblica di Venezia, da Lepanto alla Caduta della Repubblica e curatore dell'edizione in quattro volumi dell'opera Della milizia marittima scritta da Cristoforo Canal circa nel 1540.

## Biografia
Nacque a Venezia il 26 giugno 1873, figlio di Filippo Maria e Elena Maria Angeli. Nel 1890 fu arruolato nella Regia Marina iniziando a frequentare l'Accademia navale di Livorno da cui uscì nel 1895 con il grado di guardiamarina. Imbarcatosi sull'ariete torpediniere Giovanni Bausan, tra il 1896 e il 1897 operò in Levante in occasione della crisi internazionale di Creta. Imbarcatosi in successione su navi maggiori, fu promosso sottotenente di vascello nel 1897 e tenente di vascello nel 1900. Fu poi comandante di torpediniera, e per due volte aiutante maggiore del direttore dell'Arsenale di Venezia, nel 1902-1904 e nel 1907-1908, e successivamente, tra il 1908-1909, addetto al comandante delle Forze navali del Mediterraneo imbarcato sull'incrociatore corazzato Giuseppe Garibaldi. Prese parte elle operazioni di soccorso alle popolazioni colpite dal terremoto calabro-siculo del dicembre 1908, venendo insignito della medaglia commemorativa in argento. Nel corso della guerra italo-turca del 1911-1912 operò coma comandante di piroscafo requisito, ricevendo un encomio solenne. Posto in servizio ausiliario nel 1914, fu richiamato subito in servizio attivo all'entrata in guerra del Regno d'Italia, avvenuta il 24 maggio 1915. Promosso capitano di corvetta nel 1915, e capitano di fregata nel 1918, fu posto in congedo nel 1919. Divenne storico e curatore, scrivendo libri e articoli per la Rivista Marittima nel corso degli anni Venti e Trenta del XX secolo.
Fu curatore della prima edizione critica del manoscritto Della milizia marittima, scritto da Cristoforo Canal  circa nel 1540, ed edita in quattro libri dall'Istituto Poligrafico dello Stato tra il 1930 e il 1931.
Sposato con Costanza Bagatti Valsecchi, la coppia ebbe due figlie, Carola Elena e Elena Maria, si spense a Merano il 20 gennaio 1943.

## Pubblicazioni
- La navigazione interna nell'alta Italia, Istituto veneto di arti grafiche, Venezia, 1907.
- La navigazione interna nella valle del Po, Officina poligrafica italiana, Roma,  1908.
- Il teatro La Fenice, Industrie poligrafiche Venete, Venezia, 1927.
- Emanuele Filiberto, A cura del Comune di Venezia, Venezia, 1928.
- Il Famedio del marinaio italiano in Pola, Libreria Emiliana, Venezia, 1929.
- Mari e navi: elementi sommari di conoscenza marinaresca, Scuola tipografica L. Manin, Venezia, 1931.
- Jacopo Barbaro Badoer, Provveditore all'Armata. 1616-1657, Ministero della Marina, Roma, 1931.
- Guglielmo degli Azzoni Avogadro (1596-1661),  Arti grafiche Ristori, Pontedera, 1932.
- La campagna navale in Siria del 1840, con Ernesto Simion, Tipografia dell'Ufficio del Capo di Stato Maggiore, Roma, 1933.
- Storia della marina della Repubblica di Venezia, da Lepanto alla Caduta della Repubblica, Ministero della marina, Roma, 1935.
- Glorie mediterranee italiane, Fantoni & C., Venezia, 1937.
- L'Arsenale di Venezia, Ministero della Marina, Roma, 1938.

Articoli
- Emanuele Filiberto e le sue relazioni con la repubblica di Venezia, Rivista Mensile Municipale n.6, Torino, giugno 1928, pag.383-390.
- Corfù sentinella dell'Adriatico, Rivista di cultura marinara, Ministero della Marina, Roma, luglio-agosto 1941 .

### Fonti
1. 1 2 3 4 5 6 7 8 9 10 11  Alberini, Prosperini 2016, p. 377.